# Abdurahman Jallow
Abdurahman Jallow (* 1966) ist ein ehemaliger gambischer Sprinter.
Bei den Olympischen Sommerspielen 1984 in Los Angeles startete er zusammen mit Dawda Jallow, Bakary Jarju und Sheikh Omar Fye in der 4-mal-100-Meter-Staffel. Jallow lief als Dritter der Stafette, die im Vorlauf mit 40,73 s Letzte wurde und sich damit nicht für das Halbfinale qualifizieren konnte.
Bei den Commonwealth Games kam er mit der gambischen 4-mal-100-Meter-Stafette 1990 in Auckland auf den achten und 1994 in Victoria auf den siebten Platz.

## Bestzeiten
- 100 m: 10,4 s, 1984